# Сент-Хелина (гора)
Гора Сент-Хелина (англ. Mount Saint Helena) — вершина в горах Майакмас (англ. Mayacmas Mountains) со склонами в округах Напа, Сонома и Лейк в штате Калифорния, США. Состоит из вулканической породы возрастом 2,4 миллионов лет, выброшенной из вулканического поля Клир-Лейк (англ. Clear Lake volcanic field). Является одной из немногих гор в области залива Сан-Франциско, где зимой выпадает снег.
Гора имеет пять пиков приблизительно в форме буквы «М». Второй по высоте пик, восточнее главного пика, является самой высокой точкой округа Напа.
Гора изначально называлась Майякамас (англ. Mount Mayacamas), но была переименована в честь Святой Елены, после того как русская топографическая экспедиция взошла на него в 1811 году. Экспедиция оставила медную пластину с датой их визита на этой горе. На пластине также имеется имя княгини Елены Гагариной, жены графа Александра Гавриловича Ротчева, последнего русского управляющего колонией Форт-Росс.
Роберт Льюис Стивенсон и Фэнни Вандегрифт Осборн провели медовый месяц летом 1880 года в заброшенном лагере шахтёров на горе Сент-Хелина. Книга Стивенсона «Сквоттеры Силверадо» (англ. The Silverado Squatters) описывает их пребывание на этом пике.
Пик можно достичь походными тропами из парка штата «Роберт Льюис Стивенсон».
Река Напа берёт свои истоки на юго-восточном склоне горы.